# 烏斯蒂米夫卡 (基輔州)
49°57′29″N 30°1′18″E / 49.95806°N 30.02167°E
烏斯季米夫卡（烏克蘭語：Устимівка）是位於烏克蘭北部的村莊，由基辅州白采爾克瓦區的科瓦利夫卡市鎮負責管轄。該村面積5.68平方公里，海拔高度188米，2001年人口1,869，人口密度每平方公里328.8人。